# Шейнеман, Зинаида Анатольевна
Зинаида Анатольевна Шейнеман (9 марта 1920, РСФСР) — советский монтажёр фильмов.

## Биография
Зинаида Анатольевна Шейнеман родилась 9 марта 1920 года.
Монтажёр киностудии «Ленфильм».
Монтажёр всех картин Виталия Мельникова. Также работала на некоторых картинах режиссёров Виктор Соколов, Геннадий Полока, Игорь Усов, Аян Шахмалиева, Владимир Воробьёв, Михаил Ершов, Надежда Кошеверова.
Член Союза кинематографистов СССР (Свердловское отделение).

## Фильмография
1. 1963 — Знакомьтесь, Балуев
2. 1964 — Помни, Каспар…
3. 1965 — Друзья и годы (реж. Виктор Соколов)
4. 1966 — Начальник Чукотки
5. 1967 — Интервенция
6. 1969 — Будет фильм
7. 1969 — Мама вышла замуж
8. 1970 — Мой добрый папа
9. 1970 — Семь невест ефрейтора Збруева
10. 1971 — Найди меня, Лёня!
11. 1972 — Здравствуй и прощай
12. 1974 — Ксения, любимая жена Фёдора
13. 1974 — Странные взрослые
14. 1975 — Старший сын
15. 1977 — Женитьба
16. 1977 — Труффальдино из Бергамо
17. 1979 — Нескладуха  (короткометражный)
18. 1979 — Отпуск в сентябре  (ТВ)
19. 1981 — Две строчки мелким шрифтом
20. 1982 — В старых ритмах
21. 1982 — Остров сокровищ
22. 1983 — Уникум
23. 1984 — И вот пришёл Бумбо…
24. 1984 — Чужая жена и муж под кроватью
25. 1985 — Встретимся в метро
26. 1985 — Выйти замуж за капитана
27. 1987 — Ищу друга жизни
28. 1987 — Первая встреча, последняя встреча
29. 1988 — Предлагаю руку и сердце (реж. Виктор Соколов)
30. 1990 — Царская охота

## Признание и награды
- 1966 — Начальник Чукотки — приз ЦК ВЛКСМ «Алая гвоздика» творческому коллективу фильма за лучший фильм на Всесоюзной неделе детского фильма в Москве (1968)[1].
- 1974 — Странные взрослые — приз Союза кинематографистов СССР на VI ВФТФ (1975);
Гран-при «Злата Прага» фильму на XII МКТФ в Праге, ЧССР (1975)[2].
- 1979 — Нескладуха — приз «За лучшую художественную короткометражную картину» на I Всесоюзном смотре работ молодых кинематографистов (1979)[3].